# Димитър Попов (революционер)
Вижте пояснителната страница за други личности с името Димитър Попов.
Димитър Захариев Попов е български революционер, деец на Вътрешната македоно-одринска революционна организация.

## Биография
Димитър Попов е роден на 30 юни 1879 година във варненското село Голямо Ботьово. През 1899 година постъпва в армията, остава на свръхсрочна служба до лятото на 1903 година, когато започва да обучава дейци на ВМОРО в Алан кайряк. Става четник през август на Михаил Даев и заминава за Одринско. През Илинденско-Преображенското въстание е назначен от Михаил Герджиков за участъков войвода и като такъв участва в превземането на Василико. При потушаването на въстанието охранява изтеглящите се към България бежанци..